# Московей
Московей (рум. Moscovei) — село в Кагульском районе Молдавии. Является административным центром коммуны Московей, включающей также село Новые Трифешты.

## География
Село расположено на высоте 115 метров над уровнем моря. Вдоль восточной окраины села, по направлению с северо-запада на юго-восток протекает река Большая Салчия (правый приток реки Ялпуг).

## Население
По данным переписи населения 2004 года, в селе Московей проживает 3035 человек (1493 мужчины, 1542 женщины).
Этнический состав села:
| Национальность | Число жителей | Процентный состав |
| -------------- | ------------- | ----------------- |
| молдаване      | 1091          | 35.95             |
| болгары        | 1022          | 33.67             |
| украинцы       | 377           | 12.42             |
| русские        | 370           | 12.19             |
| гагаузы        | 148           | 4.88              |
| цыгане         | 4             | 0.13              |
| румыны         | 2             | 0.07              |
| поляки         | 1             | 0.03              |
| прочие         | 20            | 0.66              |
| Всего          | 3035          | 100 %             |